# Norra Hagunda landskommun
Norra Hagunda landskommun var en tidigare kommun i Uppsala län.

## Administrativ historik
Kommunen inrättades vid den landsomfattande kommunreformen 1952 genom sammanläggning av de tidigare landskommunerna Järlåsa, Läby, Skogs-Tibble, Vänge och Åland.
Kommunen ägde bestånd fram till 1971, då den gick upp i Uppsala kommun.
Kommunkoden var 0308.

### Kyrklig tillhörighet
I kyrkligt hänseende tillhörde kommunen församlingarna Järlåsa, Läby, Skogs-Tibble, Vänge och Åland. Dessa församlingar lades år 2006 samman till Norra Hagunda församling.

## Geografi
Norra Hagunda landskommun omfattade den 1 januari 1952 en areal av 268,76 km², varav 260,91 km² land. Efter nymätningar och arealberäkningar färdiga den 1 januari 1956 omfattade landskommunen den 1 november 1960 (enligt indelningen den 1 januari 1961) en areal av 274,08 km², varav 268,00 km² land.

### Tätorter i kommunen 1960
| Tätort          | Folkmängd |
| --------------- | --------- |
| Järlåsa station | 259       |
| Brunna          | 206       |

Tätortsgraden i kommunen var den 1 november 1960 20,4 procent.

## Politik

### Mandatfördelning i valen 1950–1966
| 14 | 13 | 6 | 2 |

| 32 |

| 14 | 12 | 5 | 4 |

| 33 |

| 12 | 14 | 4 | 5 |

| 30 | 5 |

| 13 | 13 | 5 | 4 |

| 31 |

| 12 | 13 | 6 | 4 |

| 31 |